# Gautier Cornut

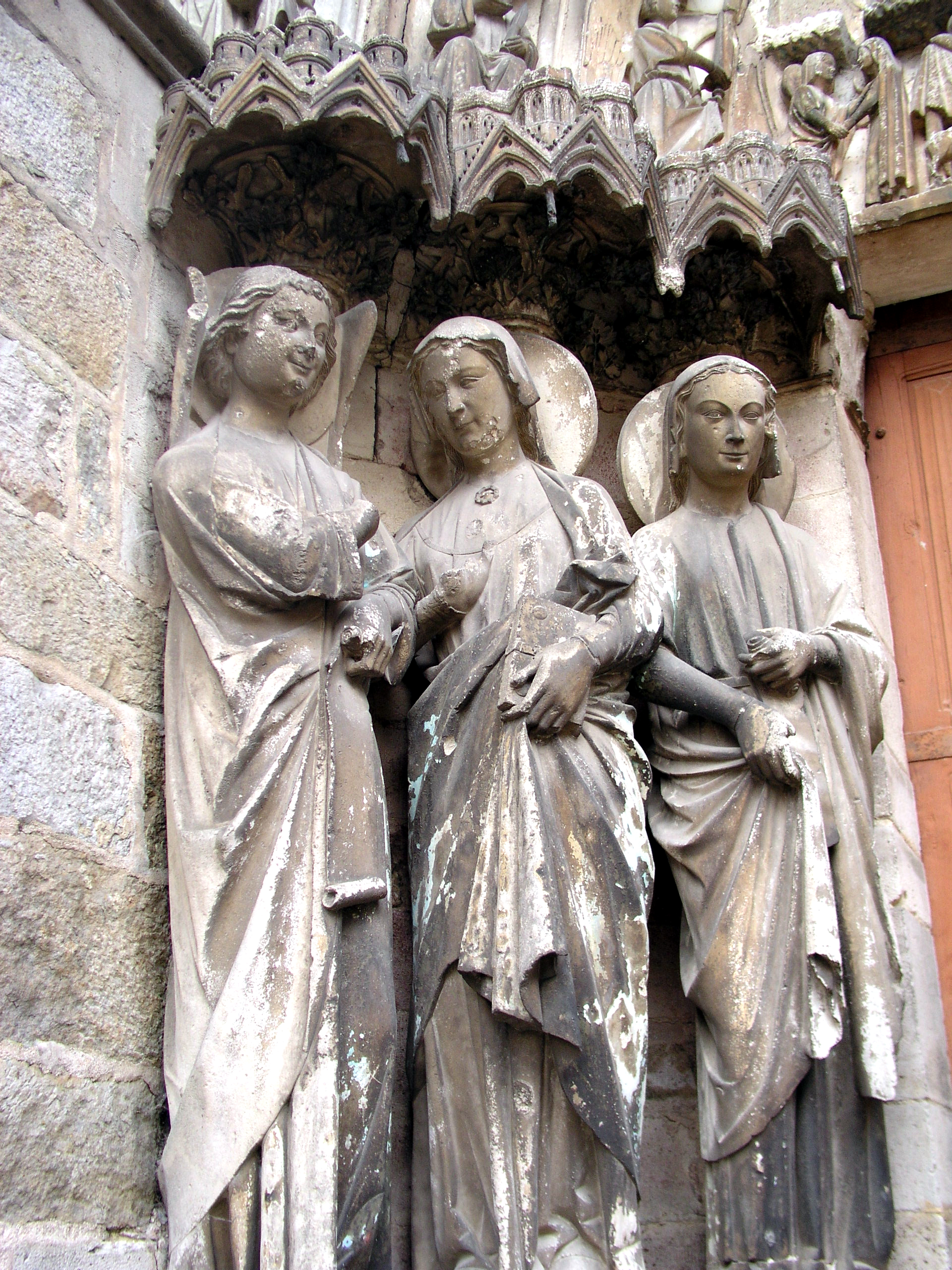
Detail severního bočního portálu v kostele Panny Marie ve Villeneuve-l'Archevêque (zleva archanděl Gabriel, Panna Marie a žena se svatozáří)

Gautier Cornut  (francouzsky Gauthier le Cornu nebo Cornut, † 20. dubna 1241) byl arcibiskupem v Sens a rádcem francouzského krále Ludvíka IX.
Arcibiskupem v Sens se stal roku 1221 a v prvních letech následujících po nečekaném úmrtí krále Ludvíka VIII. patřil do skupiny věrných regentské vládě královny vdovy. Oddával mladého krále Ludvíka s Markétou Provensálskou a také byl organizátorem translace trnové koruny do Paříže. O slavné události sepsal spis De susceptione Corone Domini. Dle profesorky Donny L. Sadler stojí za vznikem figurálního portálu kostela Panny Marie ve Villeneuve-l'Archevêque, které bylo roku 1239 dějištěm předání Kristovy trnové koruny do rukou krále Ludvíka.
Roku 1240 se zúčastnil soudního inkvizičního sporu o Talmud, jehož se účastníky byli učení Židé a závěrem bylo odsouzení Talmudu ke spálení. Gautier proti rozsudku protestoval a když o rok později náhle zemřel, považovali katolíci jeho smrt za trest boží.